# 双河苗族彝族乡
双河苗族彝族乡是中华人民共和国云南省昭通市威信县下辖的一个民族乡。

## 行政区划
双河苗族彝族乡下辖以下村级行政区划单位：
双河村、茨竹坝村、过街楼村、偏岩村、半河村、天池村、南木村和菜营村。